# 3. ŽNL Osječko-baranjska NS Donji Miholjac 2011./12.
Prvenstvo se igralo dvokružno. Ligu je osvojio Mladost Golinci i time se kvalificirao u 2. ŽNL Osječko-baranjsku NS Valpovo – Donji Miholjac.

## Tablica
| mj. | klub                         | ut. | pob. | ner. | por. | gol+ | gol- | bod     |
| --- | ---------------------------- | --- | ---- | ---- | ---- | ---- | ---- | ------- |
| 1.  | Mladost Golinci              | 16  | 14   | 2    | 0    | 48   | 7    | 44      |
| 2.  | Bočkinci                     | 16  | 9    | 3    | 4    | 38   | 20   | 30      |
| 3.  | Kapelna                      | 16  | 7    | 3    | 6    | 25   | 26   | 23 (-1) |
| 4.  | Viktorija Lacići             | 16  | 6    | 4    | 6    | 23   | 25   | 22      |
| 5.  | Sokol Rakitovica             | 16  | 5    | 5    | 6    | 25   | 25   | 20      |
| 6.  | Ivanovo                      | 16  | 5    | 5    | 6    | 24   | 33   | 20      |
| 7.  | Slavonija Podravski Podgajci | 16  | 4    | 3    | 9    | 23   | 38   | 15      |
| 8.  | Hajduk Krčenik               | 16  | 3    | 5    | 8    | 19   | 30   | 14      |
| 9.  | Podravac Podravska Moslavina | 16  | 3    | 2    | 11   | 15   | 36   | 11      |